# Suero Rodríguez
Suero Rodríguez (siglo XII – 23 de abril de 1206), quinto maestre de la Orden de Santiago desde 1204 hasta su muerte.
Nació en Galicia en el siglo XII, siendo hijo de Rodrigo Velázquez. En calidad de comendador de Palmela, actuó como máximo representante de la Orden de Santiago en Portugal. Allí recibió de Sancho I bienes en Santarem y el lugar de Santos, destinados a levantar un monasterio santiaguista.
En 1205 fue confirmado en la propiedad del castillo toledano de Carabanchel, y recibió además la casa y heredad de Gorocica, en Vizcaya. 
Muy probablemente falleció el 23 de abril de 1206, aunque algunos creen que habría renunciado al maestrazgo un año antes.